# Capriglia Irpina
Capriglia Irpina – miejscowość i gmina we Włoszech, w regionie Kampania, w prowincji Avellino.
Według danych na 1 stycznia 2022 roku gminę zamieszkiwało 2241 osób (1109 mężczyzn i 1132 kobiety).